# تپه باستانی کلگه
تپه باستانی کلگه زرین مربوط به سده ۲ (پیش از میلاد) است که در شهرستان مسجد سلیمان، مرکز شهر، چهارراه بهداری، اداره میراث فرهنگی مسجد سلیمان واقع است. 

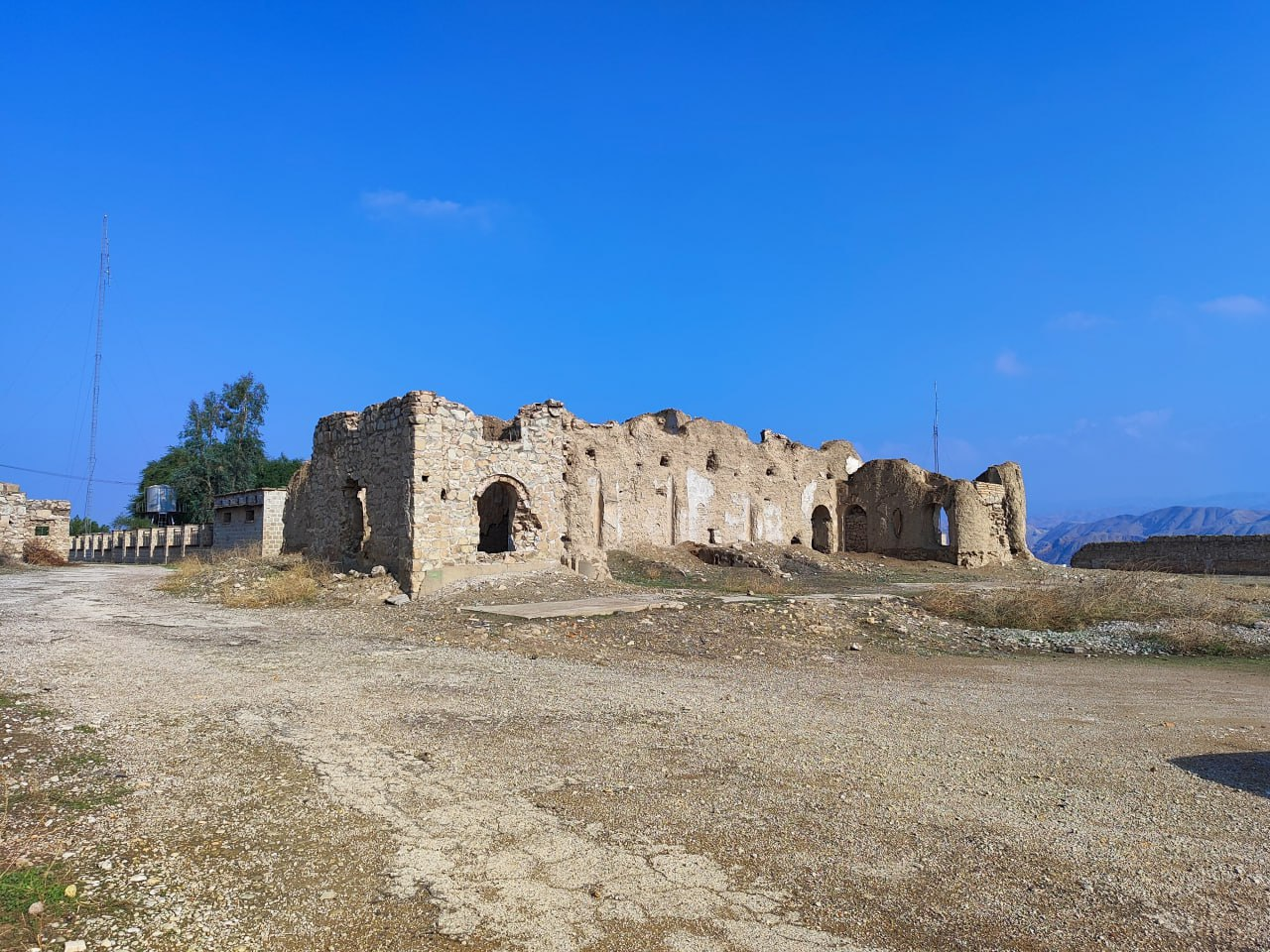
نمایی از تپه باستانی کلگه زرین در شهرستان مسجدسلیمان

این اثر در تاریخ ۱۸ اسفند ۱۳۶۴ با شمارهٔ ثبت ۱۷۰۸ به‌عنوان یکی از آثار ملی ایران به ثبت رسیده است.